# Liste von Listen der Mitglieder der Hamburgischen Bürgerschaft
Diese Liste umfasst alle Listen von Mitgliedern der Bürgerschaft von Hamburg.

## Liste

### Mitglieder vor 1945
| Liste                       | Datum     |
| --------------------------- | --------- |
| Mitglieder der Bürgerschaft | 1859–1919 |
| Mitglieder der Bürgerschaft | 1919–1933 |

### Mitglieder der Bürgerschaft nach 1945
| Liste                                         | Datum                    | Wahl | Landesregierung                          |
| --------------------------------------------- | ------------------------ | ---- | ---------------------------------------- |
| Mitglieder der ernannten Bürgerschaft         | Februar bis Oktober 1946 |      | Senat Petersen                           |
| Mitglieder der ersten Wahlperiode             | 1946–1949                | Wahl | Senat Brauer I                           |
| Mitglieder der zweiten Wahlperiode            | 1949–1953                | Wahl | Senat Brauer II                          |
| Mitglieder der dritten Wahlperiode            | 1953–1957                | Wahl | Senat Sieveking                          |
| Mitglieder der vierten Wahlperiode            | 1957–1961                | Wahl | Senat Brauer III, Senat Nevermann I      |
| Mitglieder der fünften Wahlperiode            | 1961–1966                | Wahl | Senat Nevermann II, Senat Weichmann I    |
| Mitglieder der sechsten Wahlperiode           | 1966–1970                | Wahl | Senat Weichmann II                       |
| Mitglieder der siebten Wahlperiode            | 1970–1974                | Wahl | Senat Weichmann III, Senat Schulz I      |
| Mitglieder der achten Wahlperiode             | 1974–1978                | Wahl | Senat Schulz II, Senat Klose I           |
| Mitglieder der neunten Wahlperiode            | 1978–1982                | Wahl | Senat Klose II, Senat von Dohnanyi I     |
| Mitglieder der zehnten Wahlperiode            | 1982                     | Wahl | Senat von Dohnanyi I                     |
| Mitglieder der elften Wahlperiode             | 1982–1986                | Wahl | Senat von Dohnanyi II                    |
| Mitglieder der zwölften Wahlperiode           | 1986–1987                | Wahl | Senat von Dohnanyi III                   |
| Mitglieder der dreizehnten Wahlperiode        | 1987–1991                | Wahl | Senat von Dohnanyi IV, Senat Voscherau I |
| Mitglieder der vierzehnten Wahlperiode        | 1991–1993                | Wahl | Senat Voscherau II                       |
| Mitglieder der fünfzehnten Wahlperiode        | 1993–1997                | Wahl | Senat Voscherau III                      |
| Mitglieder der sechzehnten Wahlperiode        | 1997–2001                | Wahl | Senat Runde                              |
| Mitglieder der siebzehnten Wahlperiode        | 2001–2004                | Wahl | Senat von Beust I                        |
| Mitglieder der achtzehnten Wahlperiode        | 2004–2008                | Wahl | Senat von Beust II                       |
| Mitglieder der neunzehnten Wahlperiode        | 2008–2011                | Wahl | Senat von Beust III, Senat Ahlhaus       |
| Mitglieder der zwanzigsten Wahlperiode        | 2011–2015                | Wahl | Senat Scholz I                           |
| Mitglieder der einundzwanzigsten Wahlperiode  | 2015–2020                | Wahl | Senat Scholz II, Senat Tschentscher I    |
| Mitglieder der zweiundzwanzigsten Wahlperiode | 2020–2025                | Wahl | Senat Tschentscher II                    |
| Mitglieder der dreiundzwanzigsten Wahlperiode | seit 2025                | Wahl | Senat Tschentscher III                   |